# 大内弘貞
大内 弘貞（おおうち ひろさだ）は、周防国の在庁官人・大内氏の第4代当主。

## 生涯
祖父・満盛は鎌倉幕府の設立に貢献し、周防・長門国における領地を広げたが、西国武士ということもあって完全なる幕府の管轄は受けなかった。
しかし、弘貞は幕府の御家人に近いような振る舞いをするようになり、幕府による閑院御所の造営にも加担した。弘安4年（1281年）の元寇の際には幕命を受けて、豊前国へ進出。元軍に備えた。
弘貞は信仰心篤い武将で、古尾にあった八幡宮を分けて、須川に北方八幡宮を、そして吉沢に南方八幡宮を建立した。さらに康元2年/正嘉元年（1257年）に興隆寺に鐘を寄進。文永3年（1266年）、宮野中村熊坂に大照寺を創建した。現在も残る右田ヶ岳観世音菩薩の縁起についても、文永11年（1274年）に弘貞が夢を見たことをきっかけに堂宇を建てて、観世音菩薩像を収めて連日参詣し、周防国の守護仏としたことが始まりとされる。その他瑞雲寺（柳井市）等周防国内の多くの寺院の創建に関わった。